# Molino de Sarehole

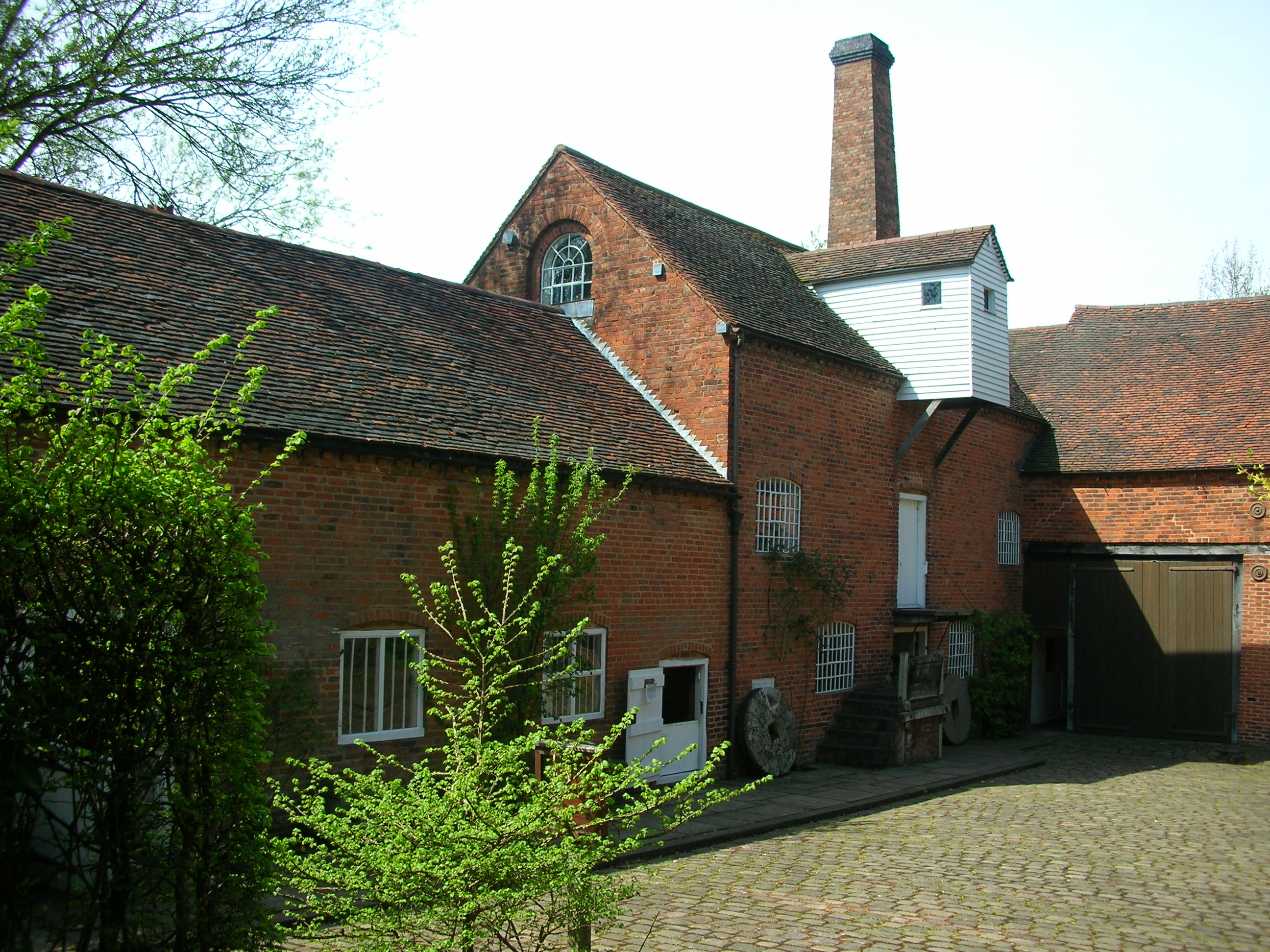
«Sarehole Mill», espacio reformado y administrado por el ayuntamiento de Birmingham.

El molino de Sarehole fue un molino hidráulico de Inglaterra, catalogado de grado II y situado en el área llamada Sarehole, sobre el río Cole en Hall Green, a unos cinco kilómetros al sureste de Birmingham. Desde el último cuarto del siglo xx es un espacio cultural administrado por el Ayuntamiento de Birmingham. El de Sarehole es uno de los dos ingenios molineros conservados en la región de Birmingham, junto al molino de New Hall en Walmley (Sutton Coldfield).

## Historia
La primera edificación registrada fue construida en 1542, sobre una poza anterior. Durante algún tiempo fue conocido como «molino de Bedell» o «de Biddle» por el nombre de un propietario. En 1727 fue descrita su rueda hidráulica.

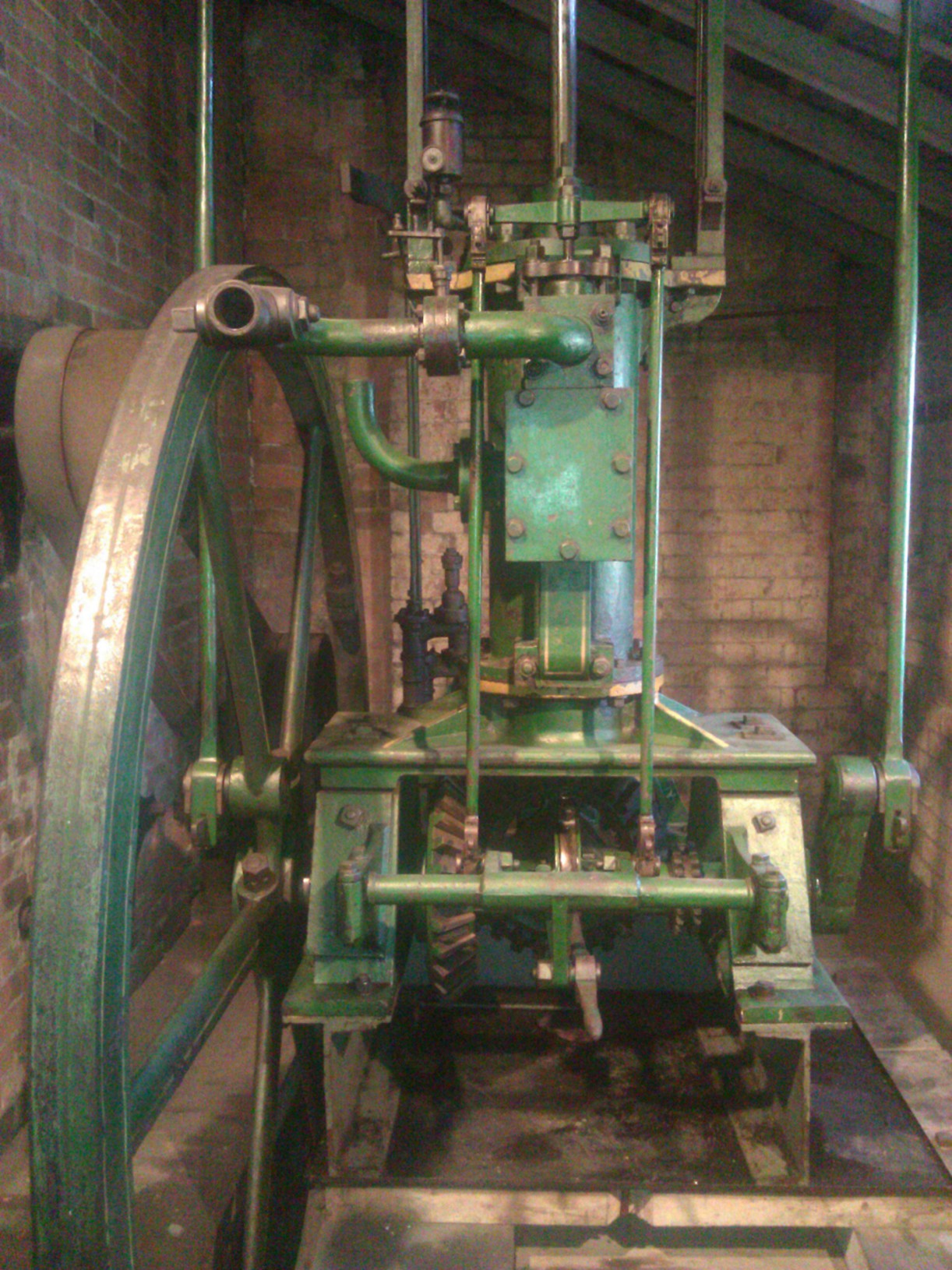
Máquina de vapor del molino de Sarehole.

Matthew Boulton, uno de los pioneros de la Revolución Industrial y figura central de la Lunar Society —una asociación de experimentación científica—, arrendó el molino para su explotación en 1755. Hasta se había usado para la molienda de grano —maíz— y para el triturado de huesos para su uso como fertilizante; hasta que Boulton transformó la maquinaria para su uso en la industria metalúrgica, aplicado a la laminación y trefilado de metales como paso intermedio para la fabricación de hebillas y juguetes, comercializados por Boulton.
El edificio conservado data de 1767. En 1852 se  le incorporó a la noria una máquina de vapor de un cilindro. Aunque el agua seguía siendo la principal fuente de energía primaria, la asociación de un motor de vapor garantizaba la operación ininterrumpida de la instalación, que por aquella época volvió a su uso original como molino de maíz. La instalación estuvo en uso hasta 1919. A partir de ese momento cayó en estado de abandono y ruina y se le retiró el motor de vapor.
Una campaña comunitaria local impidió la demolición del edificio, que sería restaurado a partir de 1969. El motor colocado como parte de la restauración del conjunto en 1975, de similar tamaño y capacidad que el original, de fabricante desconocido y de un cilindro sobre bastidor de 16 HP (11,9 kW). Había sido usado por un fabricante de dulces, Smith Kendon Ltd., en sus fábricas de Inglaterra y Mesina (Italia), donde estuvo en uso hasta 1948. Fue donado al Museo de Birmingham de Ciencia e Industria en 1952 antes de ser instalado en Sarehole.
Como community museum, Sarehole es uno de los espacios dependientes de los Museos y Galerías de Arte de Birmingham (Birmingham Museums & Art Gallery), administrado por el Ayuntamiento de Birmingham, su propietario. Ilustra diversos aspectos de la molienda, la producción de cereales y la agricultura rural inglesa. En exposiciones temporales se suelen exhibir tablas con pinturas costumbristas adecuadas a la temática del museo, procedentes de la «Colección Pinto». Permanece abierto al público de manera gratuita entre los meses de abril y octubre. En determinados días se puede ver su maquinaria en funcionamiento, salvo el motor de vapor que está fuera de uso. En abril de 2012 se inició el saneamiento y drenaje del caz de molino y el conjunto del molino, incluyendo sus compuertas y el pozo.

## J. R. R. Tolkien
J. R. R. Tolkien vivió a 300 metros de Sarehole desde los cuatro años a los ocho, que al parecer podía verse desde su casa. Afirmó haberla usado como inspiración de una de las localizaciones de El Señor de los Anillos, la fábrica que los rufianes de Zarquino levantaron en el antiguo molino de Ted Arenas, cuando irrumpieron en la Comarca al final de El retorno del Rey:

It was a kind of lost paradise... There was an old mill that really did grind corn with two millers, a great big pond with swans on it, a sandpit, a wonderful dell with flowers, a few old-fashioned village houses and, further away, a stream with another mill. I always knew it would go, and it did.
Era una especie de paraíso perdido... había un viejo molino que trituraba maíz con dos muelas, una gran poza con cisnes, un arenero, un maravilloso valle con flores, unas cuantas casas rústicas y anticuadas y, más allá, el caz de otro molino.
 J. R. R. Tolkien en una entrevista para John Ezard, periodista de The Guardian, en 1966, antes de la restauración del molino.

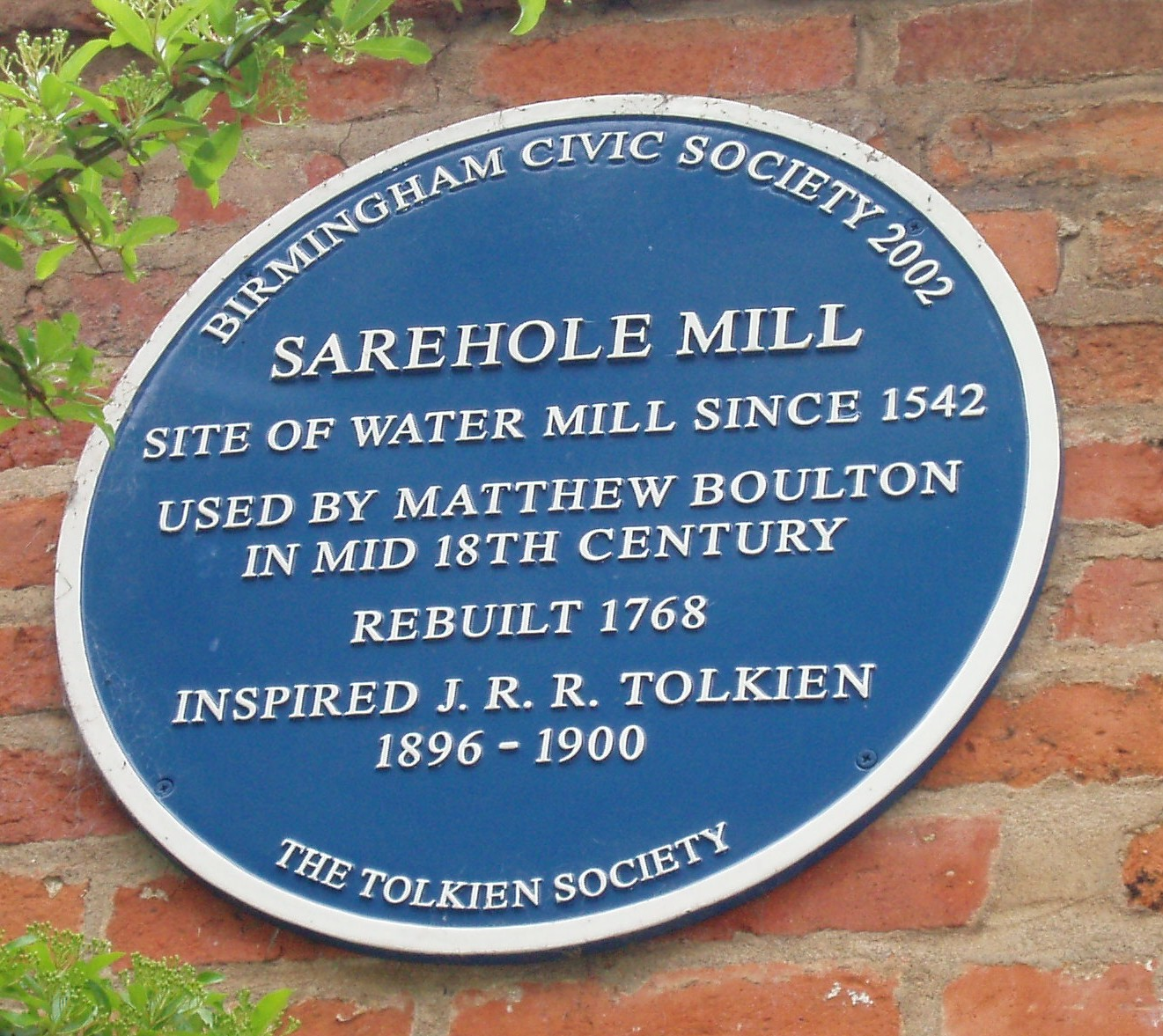
Placa azul en recuerdo de J. R. R. Tolkien, colocada en Sarehole

Las praderas y terrenos de los alrededores de Sarehole sirven de escenario al Tolkien Weekend («Fin de semana tolkieniano»), que conmemora la vida y los trabajos del lingüista y escritor inglés, y está incluida dentro del parque rural de la Comarca (Shire Country Park), llamado así en honor a la Comarca de Tolkien que Sarehole inspiró. 